# Чульман (река)
Чульман — река в южной Якутии, левый приток Тимптона. На берегах реки находятся город Нерюнгри, посёлок Чульман Нерюнгринского района. Богата рыбой, весной полноводна. Третьей категории сложности для горных сплавов.
Образуется слиянием рек Малый Чульман и Правый Чульман. Протекает в северо-восточном направлении. Длина реки составляет 109 км (от истока Правого Чульмана — 166 км), площадь водосборного бассейна — 4020 км². Впадает в Тимптон в 362 км от его устья.

## Притоки
(указано расстояние от устья)
- 28 км: Семеновский
- 29 км: Локучакит
- 33 км: Кабакта
- 61 км: Амнуннакта
- 66 км: Нижняя Нерюнгри
- 69 км: Малый Беркакит
- 70 км: Верхняя Нерюнгри
- 84 км: Беркакит
- 97 км: Самокит
- 109 км: Малый Чульман
- 109 км: Правый Чульман

## Гидрология
Среднегодовой расход воды в районе посёлка Чульман (29 км от устья) составляет 49,06 м³/с, наибольший приходится на май, наименьший — на март.
| Средний расход воды (м³/с) реки Чульман по месяцам с 1949 по 1994 гг. (замеры производились на гидрологическом посту в районе посёлка Чульман, в 29 км от устья) |

## Данные водного реестра

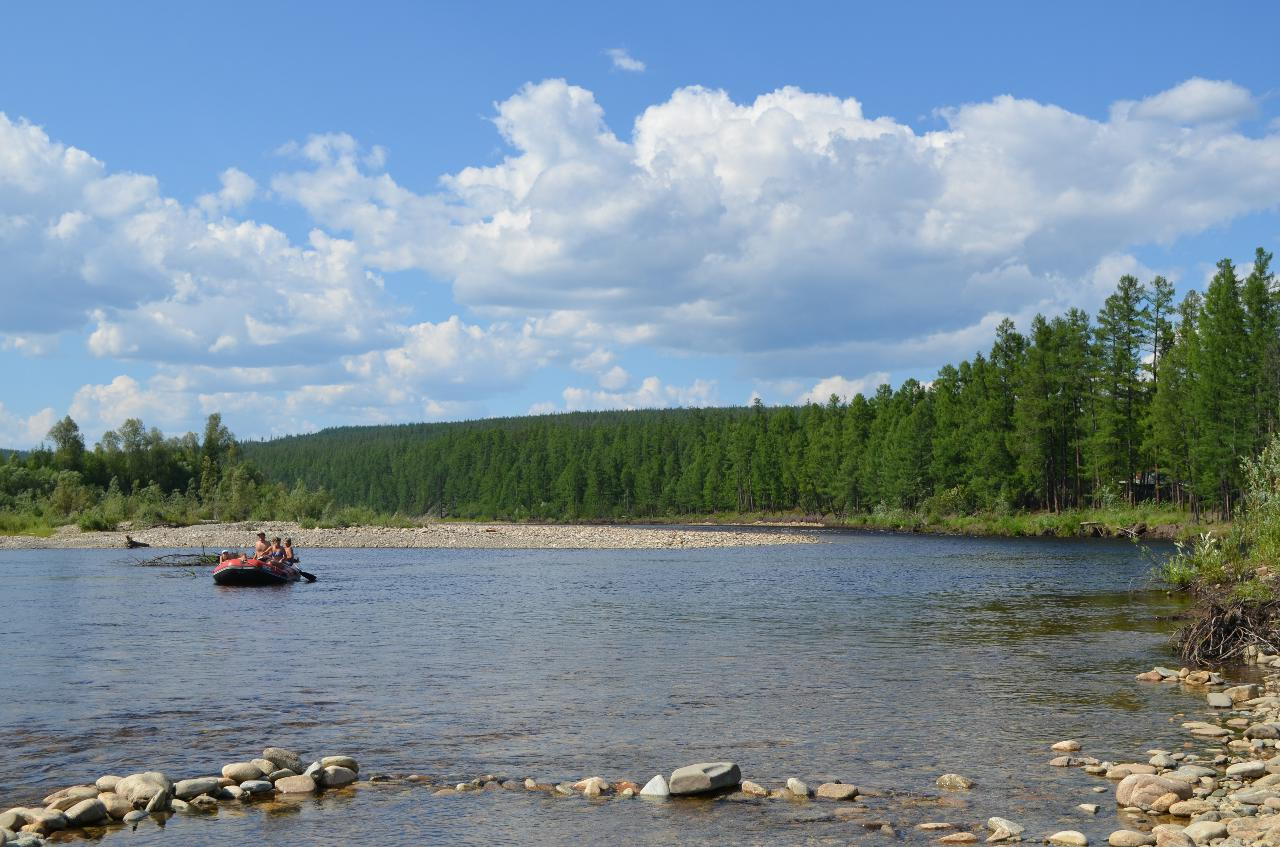
Река Чульман в окрестностях Нерюнгри

По данным государственного водного реестра России и геоинформационной системы водохозяйственного районирования территории РФ, подготовленной Федеральным агентством водных ресурсов:
- Бассейновый округ — Ленский
- Речной бассейн — Лена
- Речной подбассейн — Алдан
- Водохозяйственный участок — Алдан от водомерного поста г. Томмот до впадения реки Учур